# Eshin-In

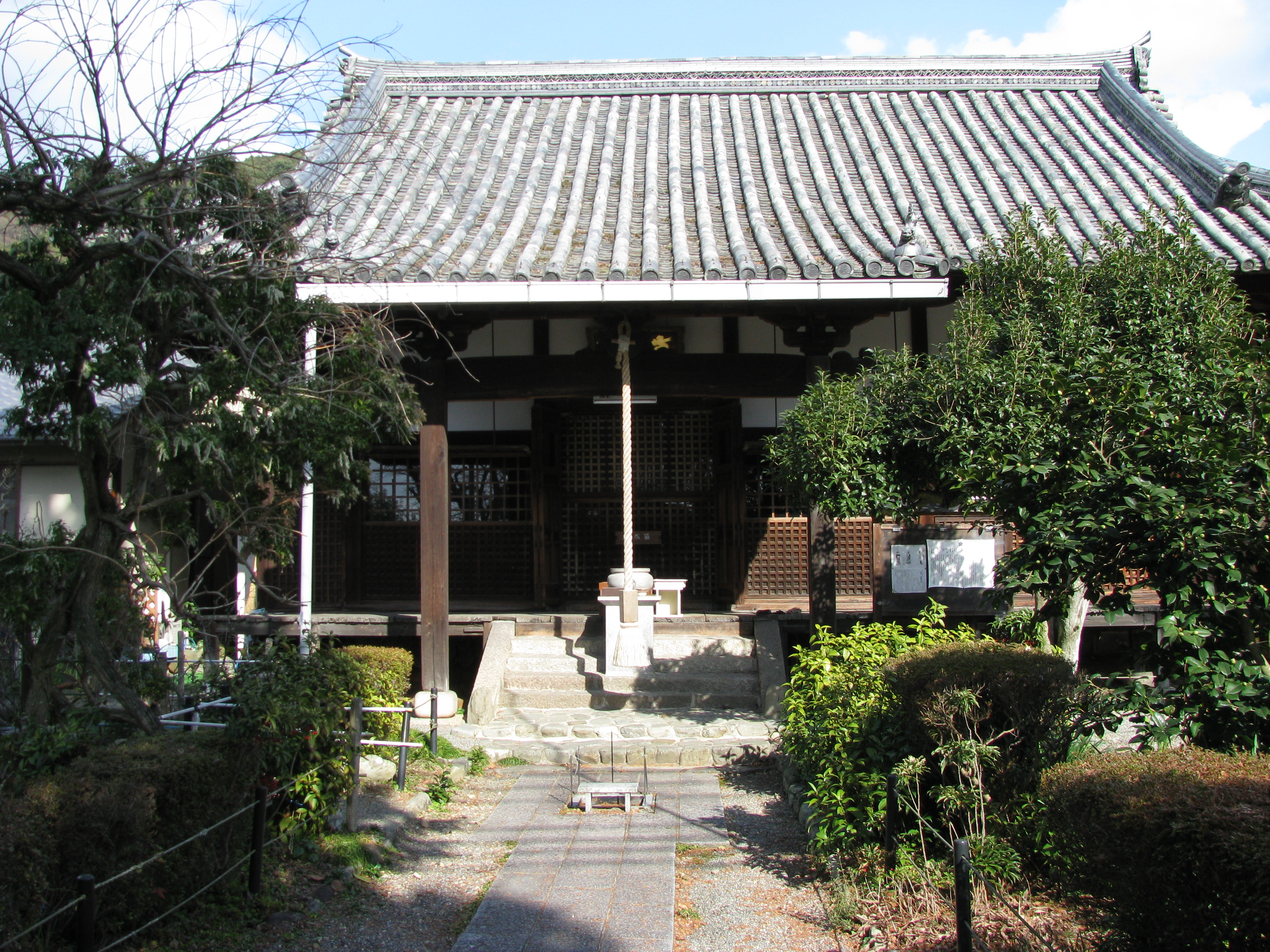
Templul Eshin-In

Eshin-In (恵心院 Eshinin?) este un templu buddhist din orașul Uji în prefectura Kyoto, Japonia. Templul se află pe malul drept (de est) al râului Uji, vis-à-vis de complexul Byodo-In.

## Istoric
Originea templului poate fi trasată până la templul Seiryu-ji, construit în 821 de către călugărul Kūkai (空海?) (774-835), altfel Kobo Daishi (弘法大師?), fondatorul sectei buddiste Shingon.
Mai târziu templul a fost reconstruit de către preotul Genshin (源信?) (942-1017), altfel Eshin, de la care provine numele actual al templului, Eshin-In.

## Kannon
Principalul obiect de închinare este zeița Kannon cu Unsprezece Fețe, a cărei sculptura din lemn se află în clădirea principală a templului. Sculptura este datată cu a doua jumătate a perioadei Heian (794-1643).

## Eshin-In în cultura populară
Se crede că Genshin ar fi servit drept prototip al preotului Yokawa din Genji monogatari.

## Galerie de imagini

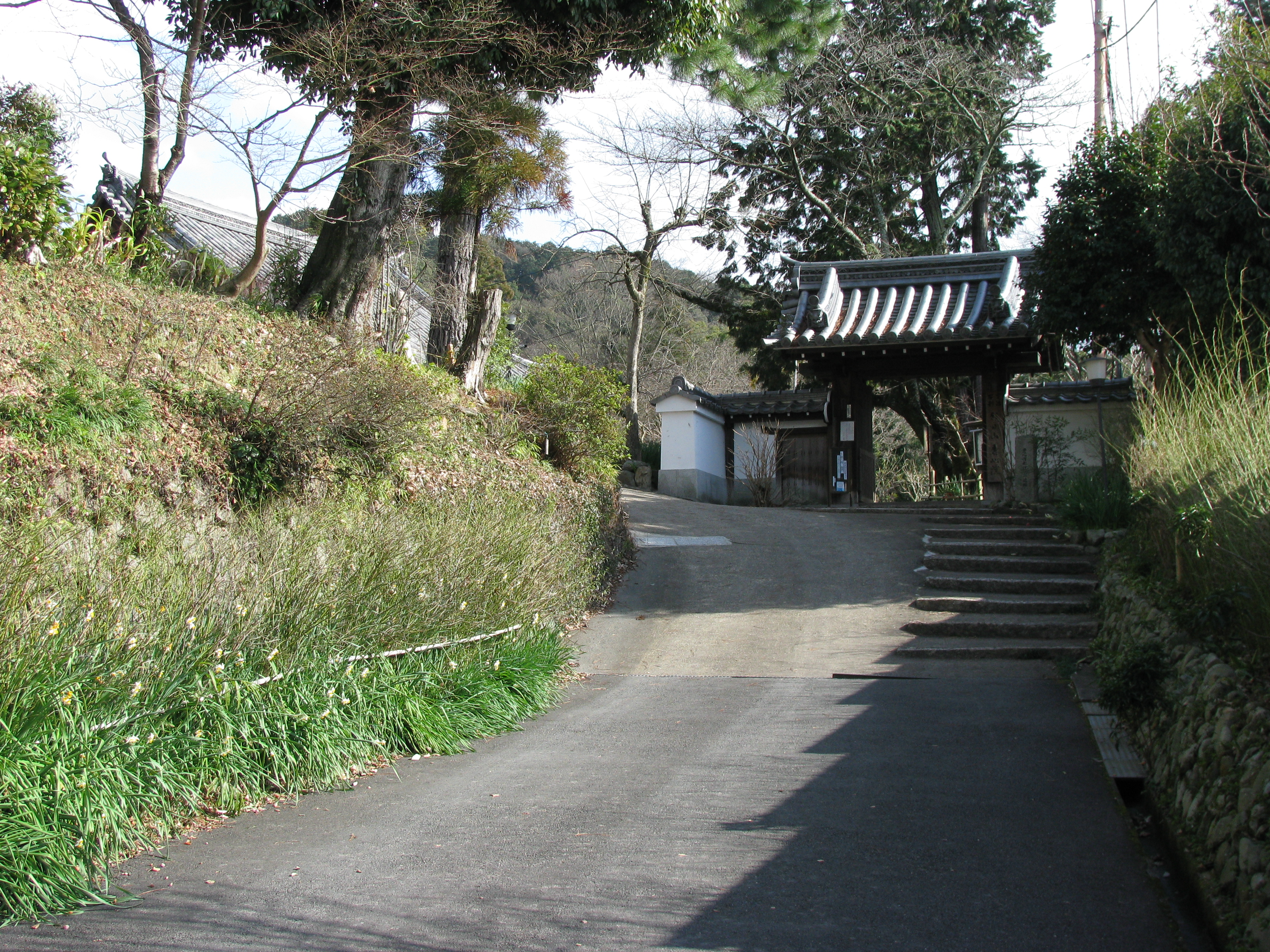
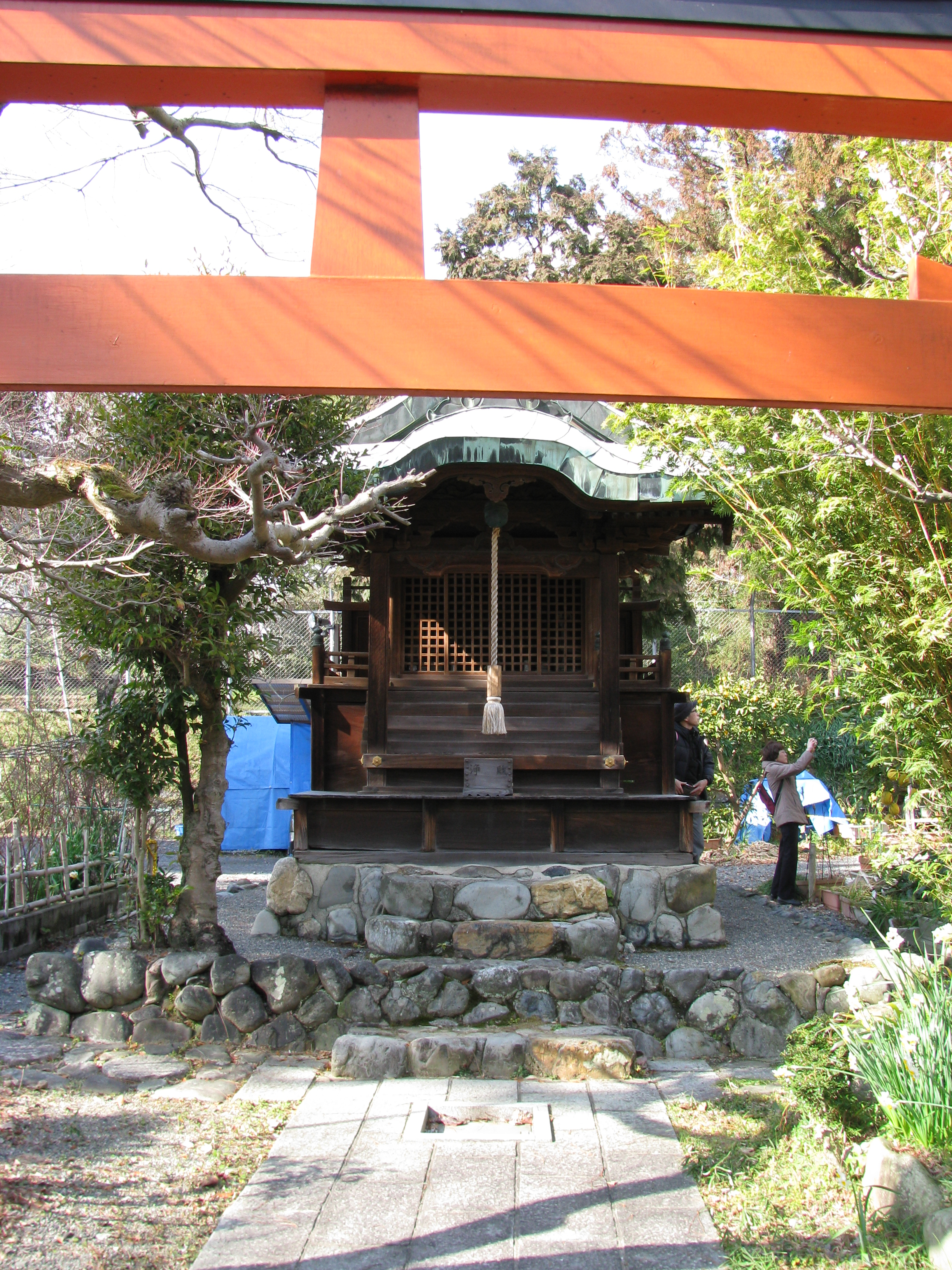
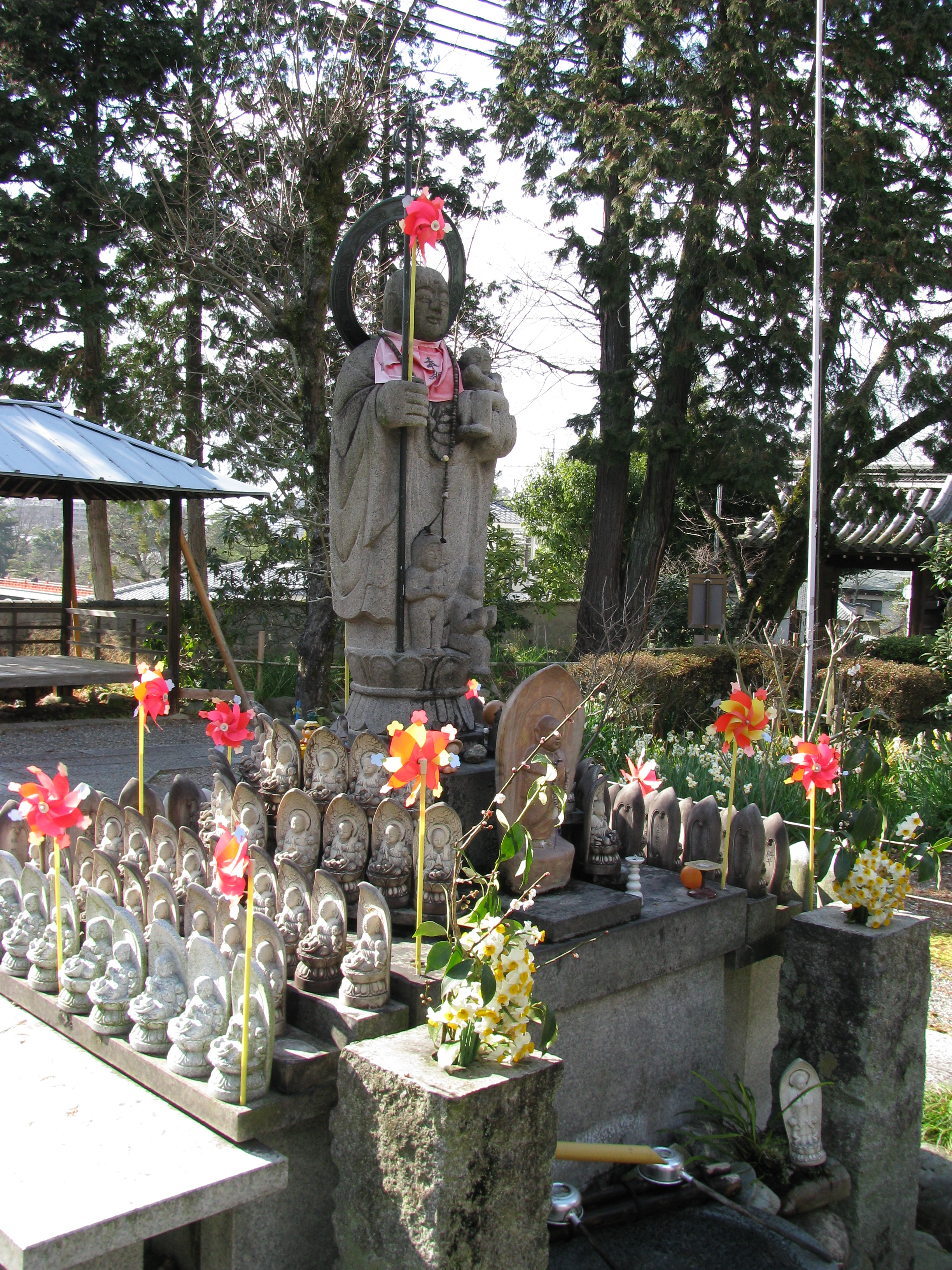